# Manfred Mölgg
Manfred Mölgg, född 3 juni 1982 i Bruneck, är en italiensk före detta alpin skidåkare. Han är bror till Manuela Mölgg.
Mölgg har tävlat i världscupen sedan januari 2003 och har tre segrar hittills i karriären, 2008, 2009 och 2017. Han har kommit på pallen 20 gånger, den första kom ett år efter debuten, i januari 2004.
Han har deltagit i åtta världsmästerskap och har tagit tre medaljer, två brons (2011 och 2013) och ett silver (2007). Mölgg har tävlat i fyra olympiska spel, Turin 2006, Vancouver 2010, Sotji 2014 och Pyeongchang 2018.
Mölgg vann slalomcupen och kom fyra i den sammanlagda världscupen säsongen 2007/08. Han avslutade karriären 2022.

## Världscupsegrar (3)
| Datum           | Ort                    | Disciplin |
| --------------- | ---------------------- | --------- |
| 9 mars 2008     | Kranjska Gora          | Slalom    |
| 1 februari 2009 | Garmisch-Partenkirchen | Slalom    |
| 5 januari 2017  | Zagreb                 | Slalom    |